# Aeroporto Internacional Welwitschia Mirabilis
O Aeroporto Internacional Welwitschia Mirabilis (IATA: MSZ, ICAO: FNMO), conhecido popularmente como aeroporto de Moçâmedes, é o principal aeroporto da província do Namibe e de grande importância para região devido a sua posição estratégica. O aeroporto está localizado na cidade de Moçâmedes a uma distância de 7 quilômetros do centro da cidade, região sul de Angola.
É também o principal portal de entrada para se conhecer as belezas da província do Namibe. O aeroporto está a 12 quilômetros da costa e possui pista com balizamento luminoso noturno, e raramente ocorrem transtornos provocados por fatores meteorológicos.

## História
O aeroporto começou a ser construído em 1972 pelos antigos colonizadores portugueses para substituir o aeroclube de Moçâmedes, recebendo o nome de Yuri Gagarin, em homenagem ao astronauta soviético de mesmo nome. No entanto, suas obras foram paradas durante a fuga dos portugueses em 1974, o aeroporto ficou concluído após a independência de Angola em 1977. Na década de 80 o aeroporto sofreu novas intervenções na sua aerogare que foi ampliada e no parque de estacionamento.
O aeroporto que na época era um dos mais modernos de Angola foi projetado para aterrissagem das mais modernas aeronaves da época. Diferente do Aeroclube de Moçâmedes, o Yuri Gagarin foi construído a 7 quilômetros da cidade em meio ao deserto e ocupa uma grande área. O aeroporto também teve grande importância na guerra civil que Angola viveu entre 1992 e 2002, muitos populares se deslocavam ao Yuri Gagarin agora chamado de Welwitschia Mirabilis para poder chegar a capital do país.
Em 2013 o aeroporto foi fechado para obras de ampliação e modernização. Seus 2500 metros de pista foram completamente reformados, a placa recebeu também um reforço e alinhamento para o estacionamento das aeronaves, teve seu terminal de passageiros ampliado. O aeroporto reabriu no dia 6 de Setembro de 2013 devido ao mundial de hóquei em patins que decorreu naquela cidade, suas obras foram concluídas em Fevereiro de 2014, foi reinaugurado e renomeado Aeroporto Welwitschia Mirabilis pelo ex-Presidente da República de Angola José Eduardo dos Santos.

## Novo terminal passageiros e de logística de carga
Em 2013, o antigo terminal de passageiros foi totalmente substituído por duas novas aerogares onde funciona o embarque e desembarque de passageiros, além de lojas e serviços aeroportuários. A capacidade de passageiros foi ampliada de 120 passageiros por hora para 400 por hora em horário de ponta, obras de ampliação e modernização que custaram cerca de 93 milhões de dólares americanos.
Conta com um terminal de carga construído de raiz com capacidade para duas mil toneladas de carga. O aeroporto sempre foi a porta de entrada de cargas da região sul de Angola, especialmente na época da guerra civil de Angola, porém não possuía um lugar certo para o armazenamento das mesmas.

## Dados do Aeroporto
Edifício Gare - 6100 metros quadrados; Edifício de bombeiros - 900 metros quadrados; Edifício de Controle - 160 metros quadrados; Central eléctrica - 450 metros quadrados; Balizagem - 114 metros quadrados; Parte externa, incluindo o estacionamento de viaturas - 18.300 metros quadrados.
Com a remodelação e ampliação o aeroporto está apto a acolher as seguintes aeronaves:
Boeing 727, 737, 757, 767.
Airbus A310, A320, 321, A300.
Tupolev 334, 154, 204.
Embraer EMB-110, E120, ERJ145, E190.
Lockheed L-100 Hercules
O aeroporto pode receber qualquer aeronave de médio e pequeno porte.

## Acidentes e incidentes
Em 2010, um Boeing 737-200 da TAAG que seguia a rota Namibe-Luanda teve de abortar a descolagem devido a problemas em uma das turbinas.

## Companhias aéreas e destinos
| Companhias                   | Destinos                                            |
| ---------------------------- | --------------------------------------------------- |
| Air Gemini                   | Benguela, Luanda                                    |
| Air26                        | Luanda                                              |
| AirJet                       | Luanda                                              |
| SAL                          | Benguela, Luanda                                    |
| TAAG Linhas Aéreas de Angola | Benguela, Huambo, Cuíto, Luanda, Menongue, Ondijiva |

Existem ainda voos charter para:
- Luanda
- Vinduque

Operam também as empresas de Carga:
- FANA
- Transafrik Angola

A companhia que opera regularmente para Moçâmedes, é a TAAG Linhas Aéreas de Angola.